# Mario Clavell
Miguel Mario Clavell (Ayacucho, Argentina; 9 de octubre de 1922-Buenos Aires, Argentina; 10 de marzo de 2011) fue un popular cantante, escritor,  compositor y actor de cine argentino. Trabajó asiduamente en todos los medios y su consagración se llevó a cabo por temas musicales como «Abrázame así», «Somos» o «Quisiera ser».

## Biografía

### Infancia y comienzos profesionales
Nacido en la ciudad de Ayacucho, desde niño se mostró atraído por el canto y la música. Debutó a los 9 años como solista en la fiesta de Fin de Cursos del Colegio San José, de Tandil (Argentina) y en el coro de la Iglesia Parroquial. Su admiración por la actriz Deanna Durbin y Carlos Gardel lo llevó a comenzar sus estudios musicales junto a importantes maestros desde los 11 años (un año antes se había radicado en Buenos Aires).
A los 18 años se inició profesionalmente como crooner en el conjunto de jazz de Adolfo Carabelli, en Radio Belgrano (antiguamente llamada LR3) con el seudónimo de Mario Clawell. Luego trabajó para una relevante compañía de seguros. En 1944 estrenó una de sus primeras canciones y luego, gracias al mexicano Juan Arvizu, Clavell fue presentado en la Editorial Julio Korn, donde hizo sus primeros contratos de edición. Sus más grandes éxitos fueron interpretados por diversos cantantes y orquestas del país como Leo Marini, Gregorio Barrios, Libertad Lamarque y Pedro Vargas. Para 1947 recibió un gran apoyo por parte del público y ese mismo año, abandonó la compañía donde se desempeñaba para dedicarse asiduamente al trabajo de trovador, debutando en todos los medios con gran suceso. En 1946 realizó sus primeras grabaciones con los conjuntos de Don Américo y Víctor Lister, y desde el año siguiente se presentó como solista, interpretando sus canciones en emisoras y confiterías de la ciudad.
Continuó en La Coupole, una sala de Buenos Aires y en Radio Splendid, grabando discos para el sello RCA Víctor. En 1949 inició su breve carrera cinematográfica cantando en el ciclo radial Los Pérez García. En sus comienzos como autor, se destacó con «¿Por qué?», «¿Qué será de mí?», «Hasta siempre», «Porque tú lo quieres», «Mi carta», «Somos» y «Abrázame así».

### Consagración
Su gran sentido del humor lo llevó a componer divertidas y picarescas canciones como «El hombre es como el auto», «Maldita sea», «Carlos María», «En Shangai», «Ha vuelto el charleston», «El Vals alemán», «La Bandita de Pepino», «El circo», «Es muy fácil el inglés» o «En casa de Lord James». Fue considerado «El Chansonnier de América», y tuvo mucha popularidad con giras por todo el continente, siendo su primer suceso en Chile en 1950. A su vez, recorrió Uruguay, Perú, Ecuador, Colombia, Venezuela, México y Puerto Rico. A principios de los años 1950 se estrenó la película El ladrón canta boleros, con dirección de Enrique Cahen Salaberry y la actuación especial de Pablo Palitos. Allí, Clavell acompañó a la actriz Marga Landova, con quien se casó tiempo después. En 1953 conoció a Juan Verdaguer en la boite del Hotel Gloria, de Río de Janeiro.
En 1957 intervino en el ciclo de TV musical Philco Music Hall, por Canal 7 junto a Niní Marshall y en 1961 se presentó por primera vez en España, país al que regresó en 1963 por varios meses. Intervino con distintos labores en las películas mexicanas La jangada (1959), con Elvira Quintana, Los cinco halcones (1962), de Miguel M. Delgado y La divina garza (1963), con guiones de Humberto Gómez Landero. En 1962 cantó «Mónica» y «Vaivén» en el filme Buscando a Mónica, para una compañía española. En 1969 fue contratado por seis meses para la Cadena Ser, radicándose por cinco años nuevamente en España, y allí tuvo un programa radial diario y trabajó para la compañía Televisión Española. Presentó su propio espectáculo de café-concert en la boite Ales, de Madrid; y en el Teatro Reina Victoria estrenó el espectáculo de music-hall titulado El Oso y el Madrileño, con libretos del humorista Antonio Mingote. Su último trabajo en aquel país fue como presentador de televisión en el programa ¡Señoras y señores!. En 1970 editó discos para Venezuela.
A su regreso a Argentina en 1974, fue partícipe de espectáculos con Juan Carlos Mesa, Jorge Basurto, Carlos Garaycochea y Beba Bidart. Con One-Man-Show hizo televisión, grabó discos y se presentó en salas. Tras un largo período de inactividad, en 1986 salió a la venta «40 éxitos de Mario Clavell», disco de 25 temas en el cual se conmemoran cuarenta años de su carrera artística. En 1988 trabajó con Producciones Lak, en Chile, y en 1991 viajó a Estados Unidos por primera vez y grabó 18 canciones en el estudio Kiki Villalta, de la ciudad de Miami, como hizo en 1993.In 1998, Mario Clavel  recorded the theme "Paths of the Soul" next to Kennedy Choir[2]and with more than 120 Argentine artists under the direction of Instrumental pianist and conductor Nazareno Andorno. En 1996, grabó para los Estudios ION, con arreglos y dirección de Juan Alberto Pugliano, una producción titulada «Somos...una vida de canciones». Desde enero a mayo de 2000 compartió cartel con Juan Verdaguer y Carlos Garaycochea en la pieza teatral Masters, en el Teatro del Hotel Bauen, que a su vez tuvo un gran apoyo por parte del público y la crítica. Después estuvo presente en la librería Clásica y Moderna, protagonizando uno de sus shows.

### Última etapa y fallecimiento
También redactó una importante cantidad de libros, como Saber hablar (Ed. Rialp, 1997), Los grandes boleros de Mario Clavell (Ed. Alfred Publishing Co, 1997), Somos... una vida de canciones (Ed. Producciones Iturbe, 1996) y Mi amiga, la canción (Ed. Corregidor, 2002), el cual fue declarado y auspiciado por la Secretaría de Cultura de la Nación como de Interés Cultural - los dos últimos son sus autobiografías -. Sus dos más importantes publicaciones fueron presentadas en Mar del Plata y Miami. Solamente con guitarra y para el sello Fonocal, lanzó a la venta en 2003 un nuevo disco con temas inéditos llamado «El juglar romántico». En 2004 diseñó otras canciones, en 2005 se dirigió al público infantil presentando la compilación «Vivan los niños» y fue declarado Personalidad Destacada de la Cultura por la Legislatura Porteña. Hizo sus últimas grabaciones en 2006, siempre con Fonocal, aunque durante sus últimos años continuó con contadas apariciones y shows, como ocurrió en el Café Tortoni y la sala Steinway Pianos Room, en Coral Gables.
Falleció a la edad de 88 años el 10 de marzo de 2011 en Buenos Aires, según informó su hija Marga, por diversas complicaciones en su salud que se agravaron en los últimos tiempos. No se llevó a cabo velatorio y sus restos fueron inhumados el 11 de marzo por la mañana en el cementerio privado Memorial de la localidad bonaerense de Pilar.

## Filmografía

### Filmografía en Argentina

#### Como compositor
- Carne trémula (1997)
- Abrázame así (1996)
- El lado oscuro del corazón (1992)
- La sonrisa de mamá (1972)
- Buscando a Mónica (1962)
- Quisiera ser (1958)

#### Como actor
- El ladrón canta boleros (1950)
- Los Pérez García (1950)

### Filmografía en México
- La divina garza (1963)
- Los cinco Halcones (1962)
- La jangada (1959)

## Premios y reconocimientos
- Premio Guido al Mejor Intérprete Extranjero - Perú - (1959)
- Premio de ACTU al Mejor Showman de la Televisión - Uruguay - (1962)
- Premio Caracola del Mar en el Festival de Palma de Mallorca - España - (1964)
- Premio Caracola del Mar en el Festival de Palma de Mallorca - España - (1965)
- Premio en el Festival de la Canción Latina - México - (1969)
- Premio en el Festival Internacional de Atenas - Grecia - (1969)
- Premio Ampex de Plata a la Mejor Producción Radiotelefónica - España - (1971)
- Premio en el Certamen Nacional del Festival OTI - Argentina - (1980)
- Premio Konex de Platino al Mejor Compositor y Autor Melódico - Argentina - (1985)
- Premio de SADAIC a la trayectoria artística - Argentina - (1986)
- Trofeo de la Televisión Nacional en reconocimiento a su trayectoria - Chile - (1986)
- Premio Estrella de Mar - Argentina - (1993)
- Trofeo "Otto" concedido por ACRIN - Estados Unidos - (1993)
- Homenaje en el Teatro Municipal General San Martín por sus 50 años de carrera - Argentina - (1994)
- Distinción del Centro Cultural Juan Martín de Pueyrredón - Argentina - (1994)
- El Alcalde de Miami le otorga la Proclamation, instaurándose el 6 de julio como "El Día de Mario Clavell" - Estados Unidos - (1995)
- Plaqueta de Honor por sus 50 años de carrera - Argentina - (1997)
- Trofeo y homenaje de la Cámara de Diputados - Argentina - (1997)
- Plaqueta de Honor de la Asociación de Discómanos del Ecuador y es nombrado Socio Honorario de la entidad - Ecuador - (1998)
- Declarado "Visitante Ilustre de la Ciudad de Mar del Plata" - Argentina - (2002)
- Declarado Ciudadano Ilustre de Tandil - Argentina - (2002)
- Homenaje de Argentores - Argentina - (2002)
- Premio en el Festival de la Voz y la Canción Latina - Estados Unidos - (2003)
- Recibió las LLaves del Condado Dade, y la ciudad de Hialeah proclamó el 12 de octubre como "El Día de Mario Clavell" - Estados Unidos - (2003)
- Premio Santa Clara de Asís - Argentina - (2004)
- Premio y homenaje de la Sociedad Distribuidores de Diarios y Revistas - Argentina - (2004)
- Declarado Personalidad Destacada de la Cultura - Argentina - (2005)
- Mención de Honor Senador Domingo Faustino Sarmiento - Argentina - (2009)